# 柯爾特9毫米衝鋒槍
柯爾特9毫米衝鋒槍（Colt 9mm Submachine Gun）是柯爾特生產公司在1982年以AR-15系列的設計改進而成的9毫米衝鋒槍，以加入被HK MP5所支配的衝鋒槍市場。

## 設計及歷史
柯爾特9毫米衝鋒槍是一款具有AR-15外型，但採用後座作用、閉鎖式槍機設計運作的衝鋒槍，發射9×19毫米手槍子彈。
在外觀上，柯爾特9毫米衝鋒槍有很多部件源自AR-15，包括槍托、手槍握把、提把、護木和機匣外型等，由於採用AR-15相同的直托援衝系統，可降低射擊時的後座力及提高準確度，彈匣參考自以色列的烏茲衝鋒槍的雙排設計，但修改了卡口以對應AR-15的彈匣釋放鈕，另外亦源用M16A1的固定提把式上機匣和A1式照門，配10.5寸槍管。

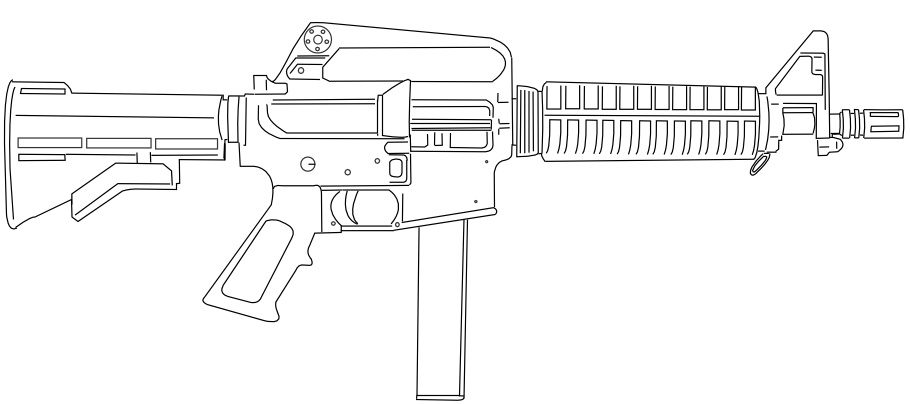

現時生產的RO635具有半自動和全自動功能，RO639的扳機組件則只能半自動和三點發，而RO633則配有7寸（178毫米）槍管。在美國，不少執法部門的部隊亦有裝備柯爾特9毫米衝鋒槍，如美國緝毒局（Drug Enforcement Administration，DEA）。

## 型號
柯爾特以M字作為軍用產品編號，向執法部門銷售的型號則為RO。以下是柯爾特9毫米衝鋒槍的不同型號：
- RO633：（安全／半自動／全自動）－配有7寸（178毫米）槍管
- RO634：（安全／半自動）－半自動版本
- RO635：（安全／半自動／全自動）
- RO639：（安全／半自動／三點發）－改用M16A2式照門
- R0991：（安全／半自動／全自動）－配有導軌整合系統皮卡汀尼導軌
- R0992：（安全／半自動／三點發）
- R0951：（安全／半自動）－半自動版本 －配有 16.1寸 (408.9毫米) 槍管

其他還包括平頂型及半自動民用型，但半自動民用型一般不被歸類為柯爾特9毫米衝鋒槍的衍生型。

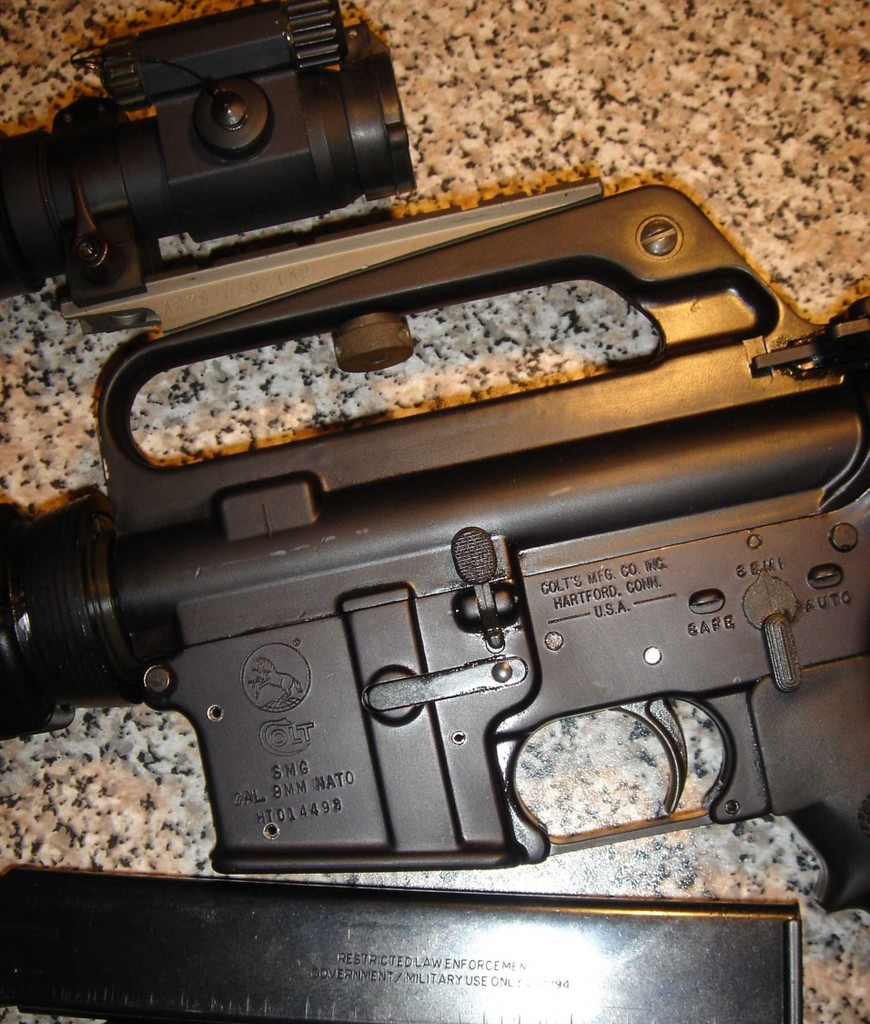
裝有Aimpoint Comp M2紅點瞄準鏡的M635。

## 使用國
- 阿根廷
- - 達卡警視廳[2][3]
- 哥伦比亚
- 印度
- 以色列
- 约旦
  - 約旦皇家陸軍
- 马来西亚
  - 馬來西亞空軍特種部隊
  - 馬來西亞皇家警察
- 墨西哥
- 尼泊尔
- 巴拿马
  - 巴拿馬國家警察
- 葡萄牙
  - 葡萄牙治安警察局（英语：Polícia de Segurança Pública）特別行動組
- 中華民國
  - 憲兵指揮部憲兵特勤隊
- 美国
  - 美國海軍陸戰隊
  - 美國緝毒局
  - 美國法警
  - 多個執法部門[4][5][6]

## 外部連結
- （英文）—Modern Firearms—Colt mod. 635 （页面存档备份，存于）
- （英文）—Colt.com-柯爾特9毫米衝鋒槍